# Viverra
Viverra es un género de mamíferos carnívoros de la familia Viverridae. Se encuentran en India, China y el sudeste Asiático.

## Especies
Se han descrito las siguientes especies:
- Viverra civettina
- Viverra megaspila
- Viverra tangalunga
- Viverra zibetha

Especies extintas:
- Viverra leakeyi